# Germaine Hoffmann
Germaine Hoffmann (* 28. April 1930 in Ospern, Kanton Redingen, Luxemburg; † 22. Juli 2024 in Luxemburg) war eine luxemburgische bildende Künstlerin.

## Leben und Wirken
Germaine Hoffmann, ein Mitglied der Künstlerfamilie Hoffmann, wurde 1930 in Ospern, im Westen des Landes, geboren. Sie war rund drei Jahrzehnte lang Hausfrau für ihren  Mann, den Schriftsteller und Literaturkritiker Leopold Hoffmann. Dann begann sie autodidaktisch selbst eine künstlerische Karriere, die sie zum Doyen der Luxemburger Kunstszene machte. Sie besuchte zwischen 1968 und 1998 diverse Abendkurse und Sommerschulen für Kunst.
Sie erstellte Skulpturen, Malereien und Collagen oftmals aus Zeitungen. Der Dadaismus hatte großen Einfluss auf ihr Werk. Werke der Künstlerin befinden sich im Mudam und in der Villa Vauban in Luxemburg. Einzel- und Gemeinschaftsausstellungen hatte sie neben ihrer Heimat Luxemburg auch in Deutschland, Ungarn, Schweden, Frankreich, Belgien, den Niederlanden, Italien, Polen. Eine große Einzelausstellung fand 2020 mit der Ausstellung „Die Zeit ist ein gieriger Hund“ im Casino Luxembourg statt.
Die Familie Hoffmann ist eine Künstlerfamilie in Luxemburg. Neben ihrem Mann gibt es ihren Sohn Frank Hoffmann, der Theaterregisseur und Intendant des Nationaltheaters von Luxemburg ist. Die Enkelin Sophie Jung ist ebenfalls Künstlerin.  Ihr Schwiegersohn André Jung und ihre zweite Enkelin Marie Jung sind Schauspieler.
Sie mied die Öffentlichkeit und lebte zurückgezogen.
Germaine Hoffmann starb am 22. Juli 2024 im Alter von 94 Jahren.